# Argentopyriet
Argentopyriet is een grijswit orthorombisch mineraal met als scheikundige samenstelling Ag2FeS3.

## Herkomst
Hydrothermaal in ertsaders, geassocieerd met proustiet, pyrargyriet, stephaniet, sternbergiet, dolomiet, kwarts en andere mineralen.

## Voorkomen
Kristallen tot 5 mm komen uit Schlema, Freiberg en Schneeberg in Duitsland en in
Colquechaca in Bolivia.